# 寨头乡
寨头乡，是中华人民共和国河北省石家庄市灵寿县下辖的一个乡镇级行政单位。

## 行政区划
寨头乡下辖以下地区：
山神庙村、水峪村、张家庄村、麒麟院村、任家庄村、砂子洞村、杨树沟村、石佛村、枣园村、苏家庄村、尹家庄村、彭家庄村、寨头村、牛庄村、女庄村、女东庄村、漆油沟村和九岭村。